# Erwin-Hymer-Museum
Das Erwin-Hymer-Museum ist ein am 29. Oktober 2011 eröffnetes „Museum des mobilen Reisens“. Es befindet sich in Bad Waldsee im Landkreis Ravensburg in Oberschwaben.

## Museum
Das Museum befindet sich nördlich von Bad Waldsee an der B 30 gegenüber den Werken des Reisemobilherstellers Hymer. Es beinhaltet eine Dauerausstellung auf 6000 m² und wechselnde Sonderausstellungen auf 1000 m². Des Weiteren befindet sich innerhalb des Museums ein Gastronomie- und Tagungsbetrieb. Die zweigeschossige Museumshalle ist 19 Meter hoch und sowohl 60 Meter lang als auch 60 Meter tief. Eine weitere dazugehörige eingeschossige Halle ist 75 Meter lang, 50 Meter tief und 11 Meter hoch. Die gesamten Baukosten für das Museum wurden von der Erwin-Hymer-Stiftung auf 17 Mio. Euro veranschlagt.
Im Mittelpunkt der Ausstellung stehen 80 historische Wohnwagen, Reisemobile, Autos und Zweiräder. Über die Reiseziele dieser teilweise exotischen Fahrzeuge, aber auch über ihr Design, Entwicklung und Produktion erfährt der Besucher in der Ausstellung. Diese umfassen Hymer-Eigenproduktionen, aber auch zahlreiche fast vergessene Hersteller, wie Sportbergers Wanderniere oder die Land-Yacht L6. Neben den fast ausschließlich originalen Modellen werden auch Nachbauten gezeigt, von denen das ursprüngliche Gefährt nicht mehr existiert, wie beispielsweise das Dethleffs Wohnauto – den ersten in Deutschland entworfenen und gebauten Caravan aus dem Jahre 1931.

## Auszeichnungen
Die Erwin-Hymer-Stiftung, Träger des Erwin-Hymer-Museums, wurde im Februar 2012 vom Deutschen Camping-Club für das Museum mit dem Deutschen Camping-Preis 2012 ausgezeichnet.

### Themen
| - Alpen - Italien - Nordamerika | - Indien - Skandinavien - Marokko | - Frankreich - DDR |

## Galerie

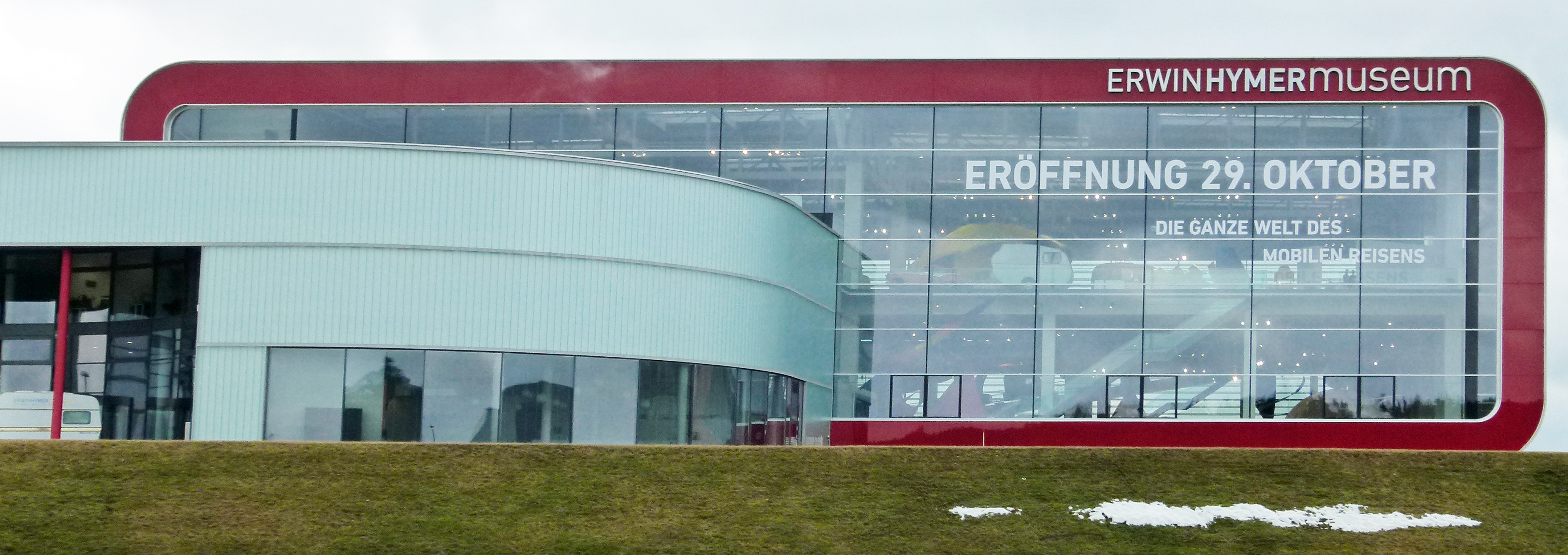
Das Museum kurz nach der Eröffnung (März 2012)
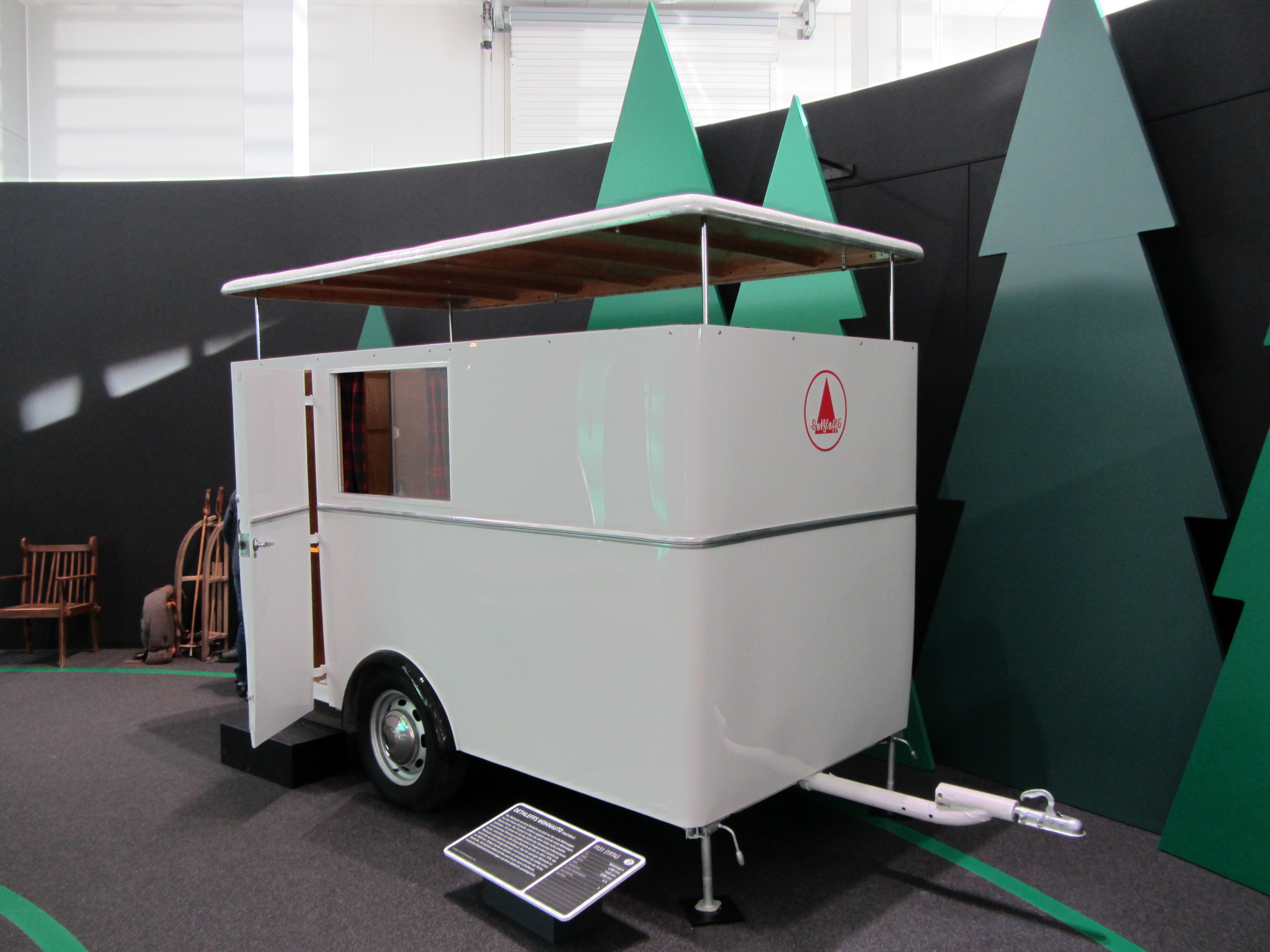
Dethleffs Wohnauto aus dem Jahre 1931, erster in Deutschland entworfener und gebauter Caravan aus dem Jahre 1931 (Nachbau von 1974)
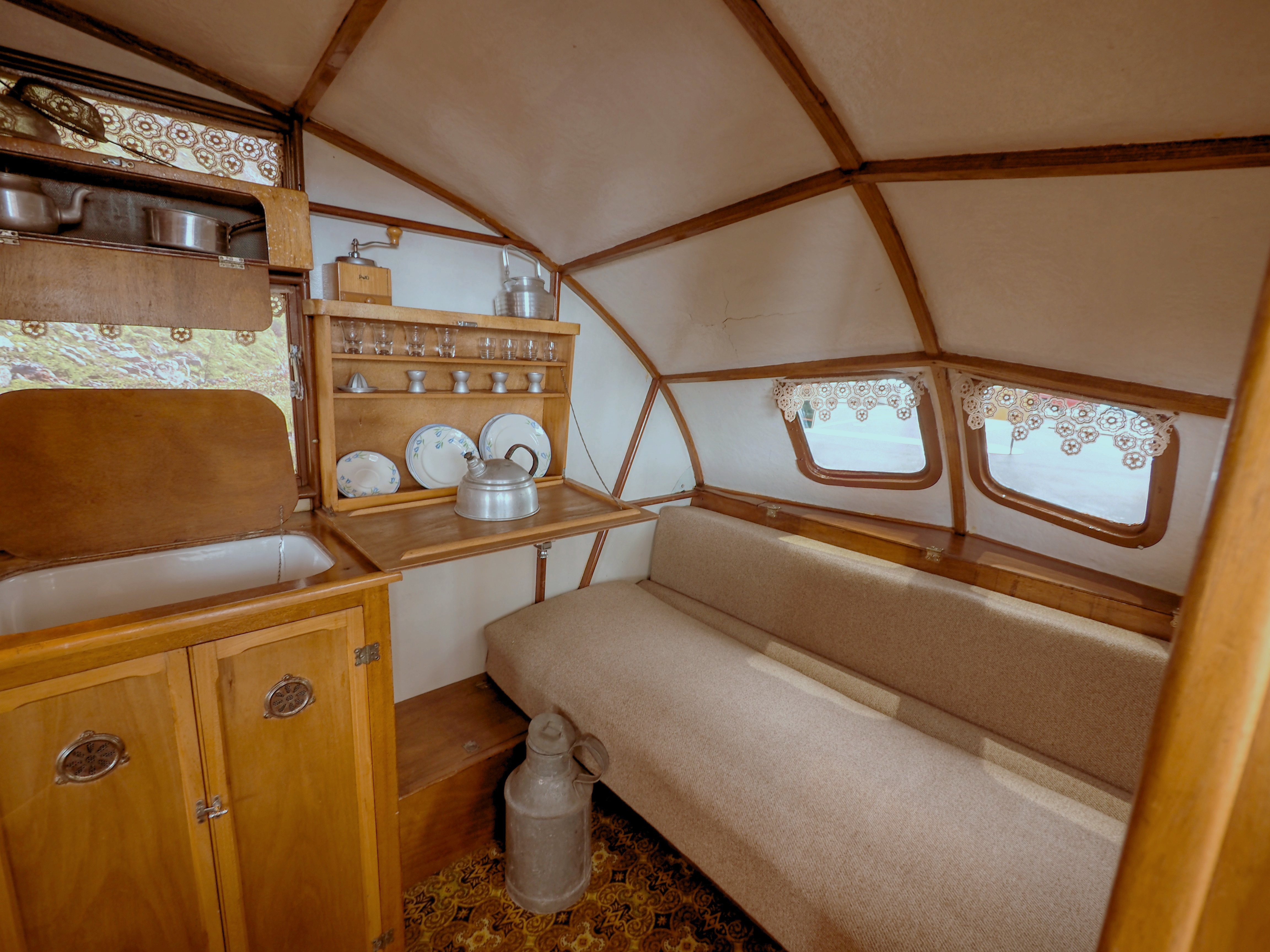
Innenraum Car Cruiser (1932)
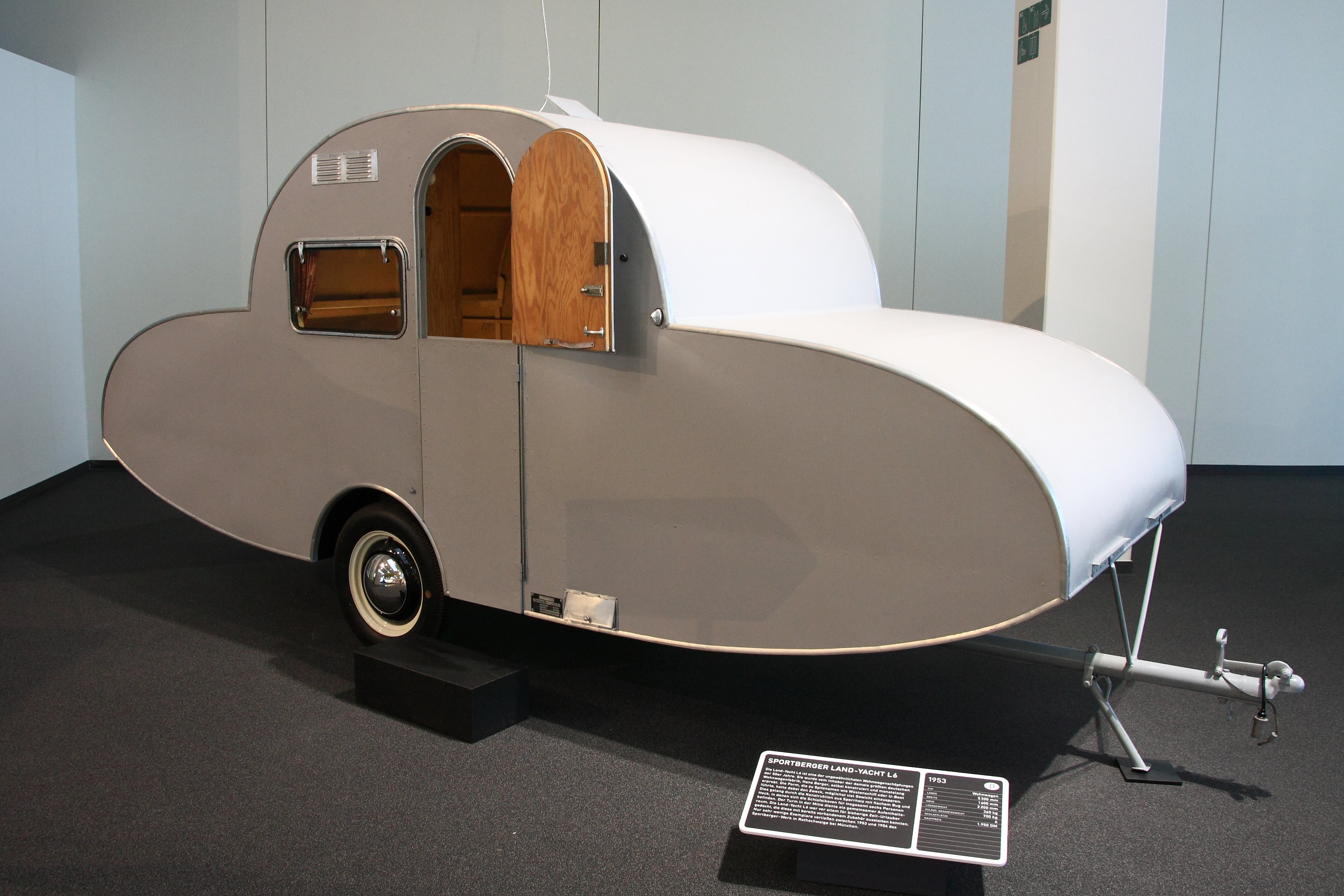
Sportberger Land-Yacht L6 (1953)
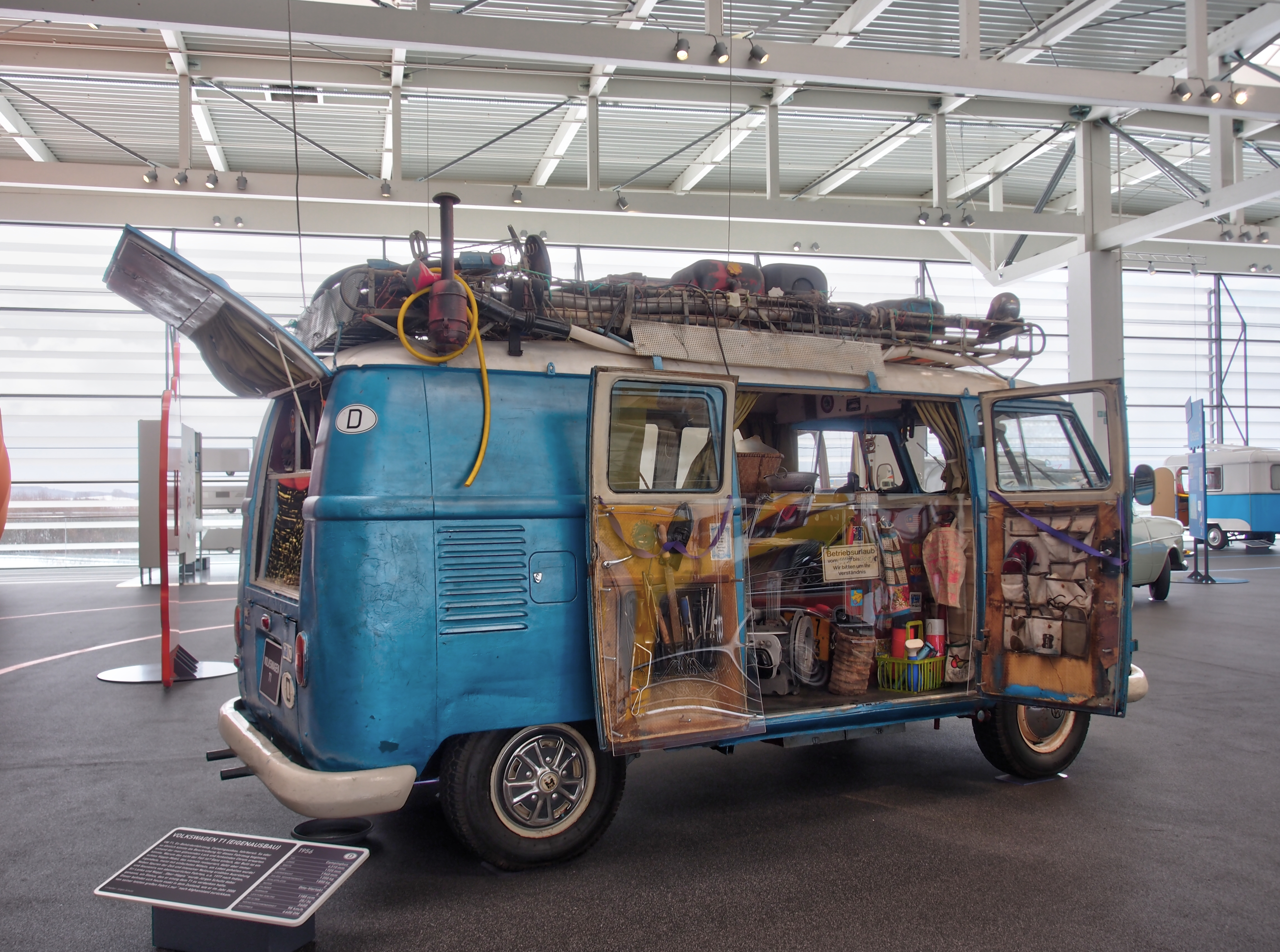
Individuell ausgebauter VW T1 (1956)
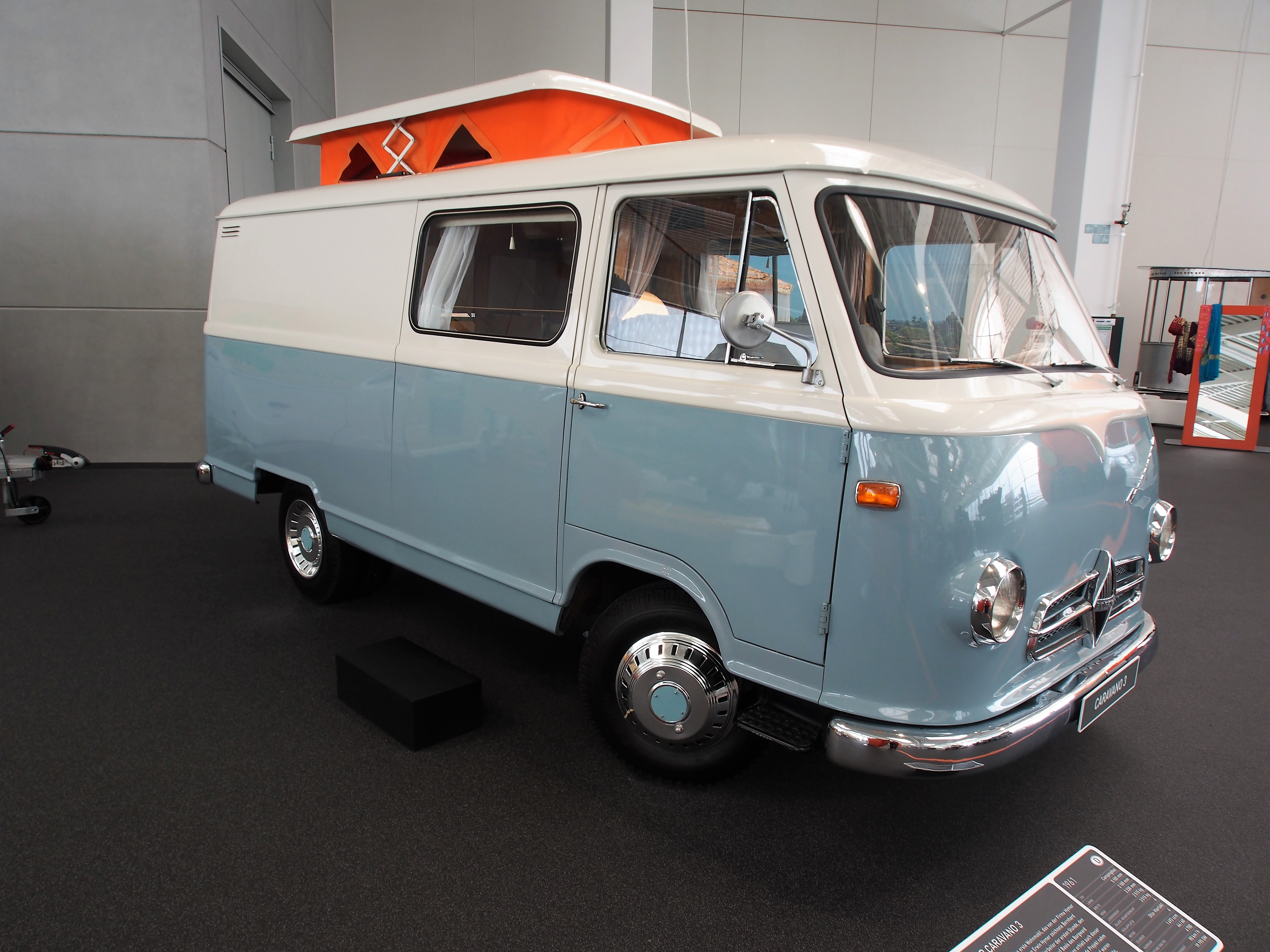
Borgward Caravano (1961), erstes von Erwin Hymer gebautes Wohnmobil
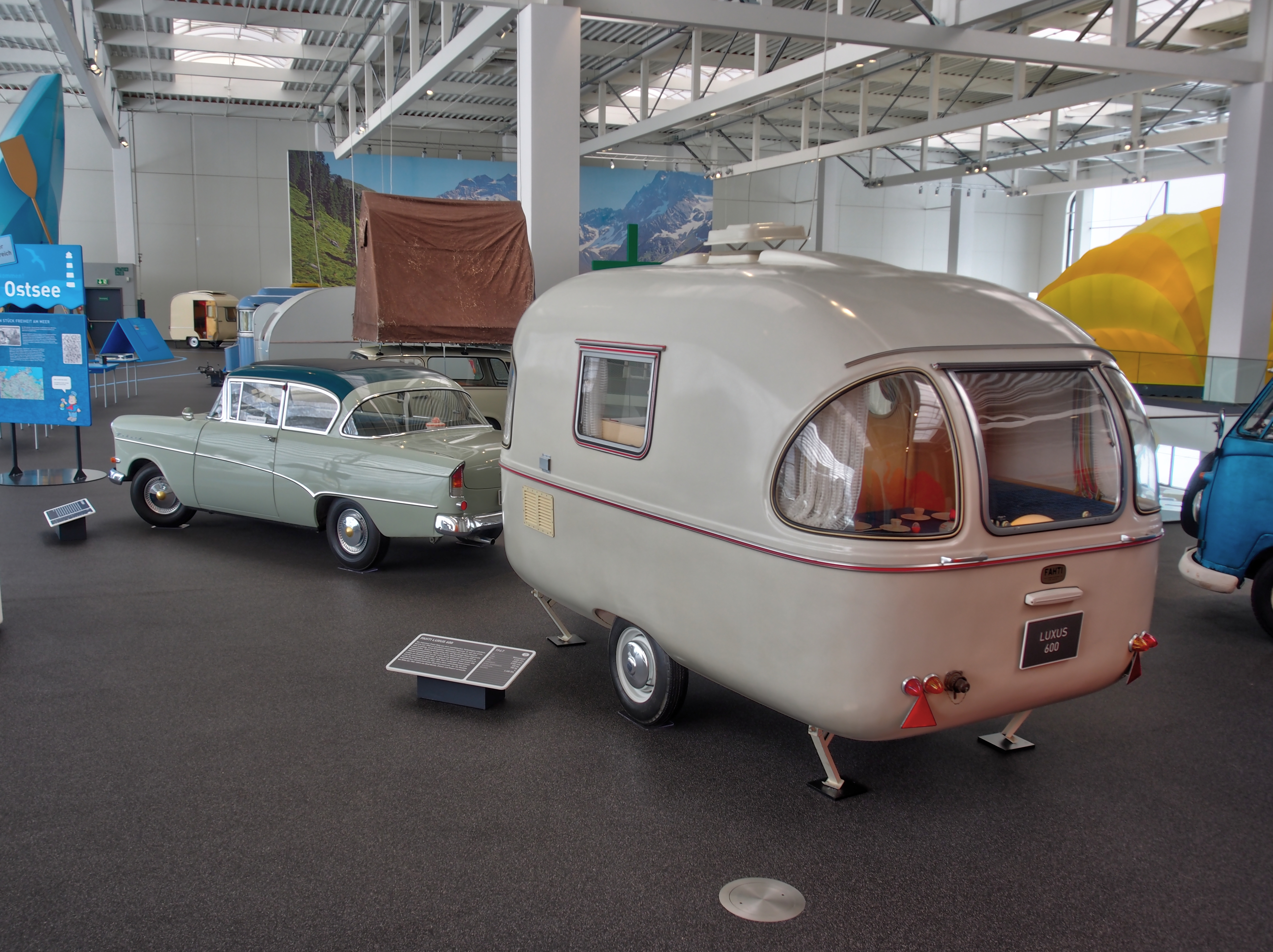
Opel Rekord P1 mit Fahti Luxus 600 (1967)
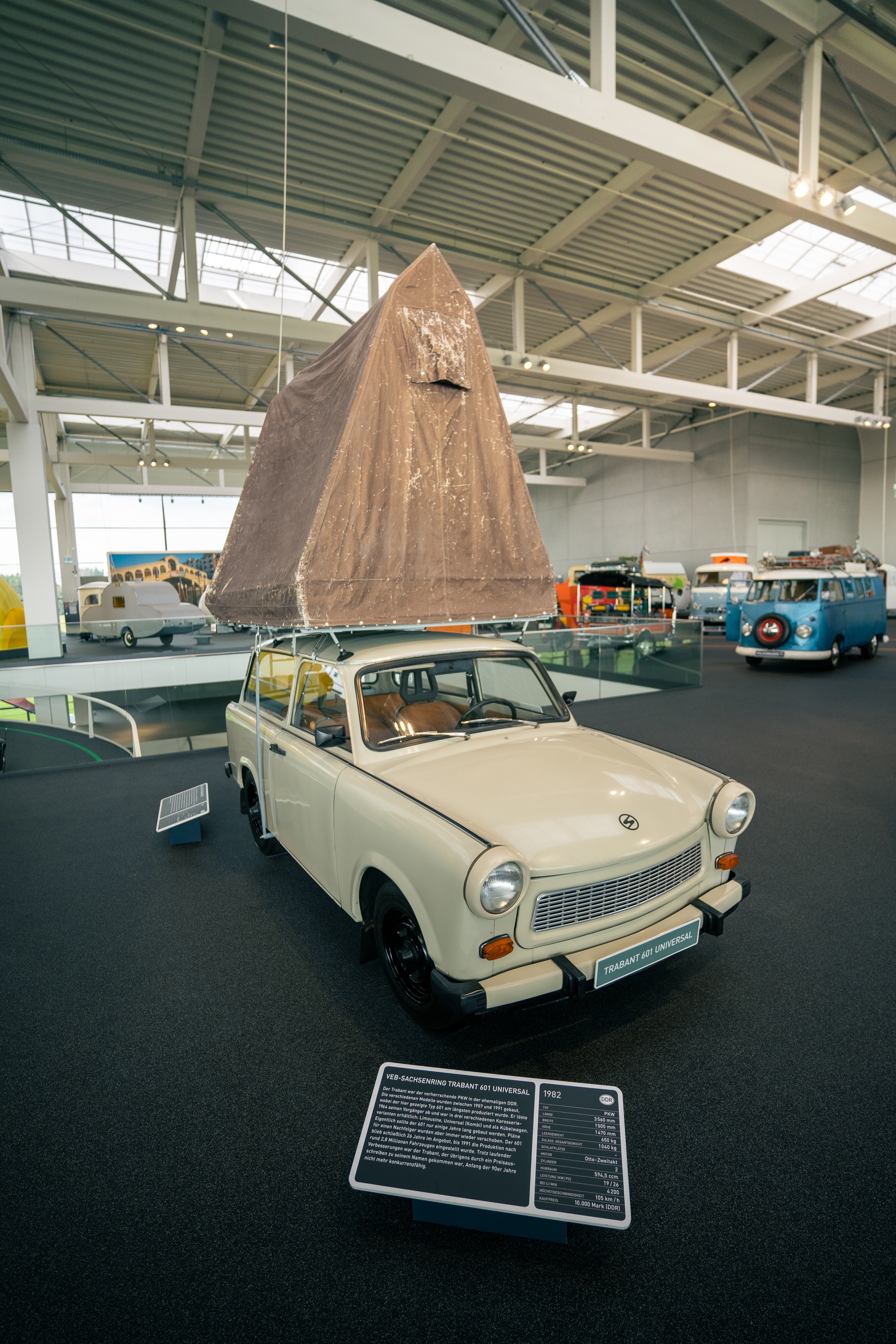
Müller-Dachzelt für einen Trabant 601